# Folk Ridge
Folk Ridge ist ein Gebirgskamm im ostantarktischen Viktorialand. In den Caudal Hills ragt er unmittelbar südöstlich des Moore Ridge auf.
Der United States Geological Survey kartierte ihn anhand eigener Vermessungen und Luftaufnahmen der United States Navy aus den Jahren von 1960 bis 1964. Das Advisory Committee on Antarctic Names benannte ihn 1969 nach John E. Folk, Biolabortechniker auf der McMurdo-Station von 1965 bis 1966.